# 郭仲恭
郭仲恭（?—?），华州郑县（今陕西渭南市华州区）人，唐朝官员。唐穆宗的驸马。

## 生平
郭仲恭官至詹事府丞，娶唐穆宗之女金堂公主。郭仲恭的弟弟郭仲词尚饶阳公主，袭封太原郡公。郭仲恭官至殿中監、检校卫尉少卿、駙馬都尉、银青光禄大夫。金堂公主在唐僖宗乾符二年（875年）二月去世，年六十四岁。郭仲恭卒年不详。

## 家族
曾祖父郭子仪。祖父郭暧，祖母升平公主。父亲郭钊。
有三女。过继郭曜曾孙太府寺丞郭缋为长子，郭暎曾孙殿中少监、兼通事舍人郭元鐬为次子。